# Черкаський міський парк «Сосновий Бір»
Черка́ський міськи́й парк «Сосновий Бір» — пам'ятка садово-паркового мистецтва загальнодержавного значення в Україні. Міський парк на території міста Черкаси, у північно-західній частині міста, при вулиці Дахнівській. Розташований на терасі Дніпра, на березі Кременчуцького водосховища.   
Площа території 50 га. Старі назви: «Парк ім. 50-річчя Радянської влади», «Парк 50-річчя Жовтня», «Ювілейний». 

## Історія
У 1960-ті роки київськими архітекторами був розроблений унікальний проєкт лісогідропаркової зони Черкас загальною площею 250 га. «Сосновий бір» став першим у ланцюжку, а далі мали бути невеликі парки, канали, штучні заплави Дніпра та озера. Частково він був реалізованим, але суцільного ланцюжка не вийшло. Кожен об'єкт став самостійним. Найвдалішим, мабуть через те, що він першим почав будуватись, став саме «Сосновий бір». 
У 1953 році працівники Черкаської лісозахисної станції засадили сосною піщані дюни на околиці міста. Трохи згодом колектив Дахнівського лісництва озеленив і дніпровські кручі та урвище, що простягалося тут майже на 1 км. 
Парк був закладений у 1967 році на честь 50-річчя Жовтневого перевороту і мав назву «Парк імені 50-річчя Радянської влади», або ж просто «Ювілейний». Авторами проєкту виступили архітектори Г. Урсатій та В. Пастухов. Він був заснований на території реліктового Черкаського бору. Тераса, яка обривається крутими уступами до Дніпра, і каньйон, що збагатив природний рельєф, були унікальним природним дивом. Його залишалось лише майстерно огранити. До парку завезли валуни, гранітні брили, гальку з гирла Росі та кар'єрів Криму, збудували штучні озера та водоспади, проклали русла струмків. Флору майбутнього парку, а це понад 70 видів екзотичних рослин, збагатили саджанцями з Тростянецького дендропарку, Київського ботанічного саду, «Софіївки» та багатьох інших місць. 
У 1995 році рішенням Черкаського виконкому парк передали в оренду підприємству «Черкасизеленгосп», яке рік потому стало приватним підприємством. Зі створенням комунального підприємства «Дирекція парків» у 2007 році парк повернувся до власності міської громади. 
У 2016 році парк було перейменовано на парк «Сосновий Бір».

## Функціональні зони

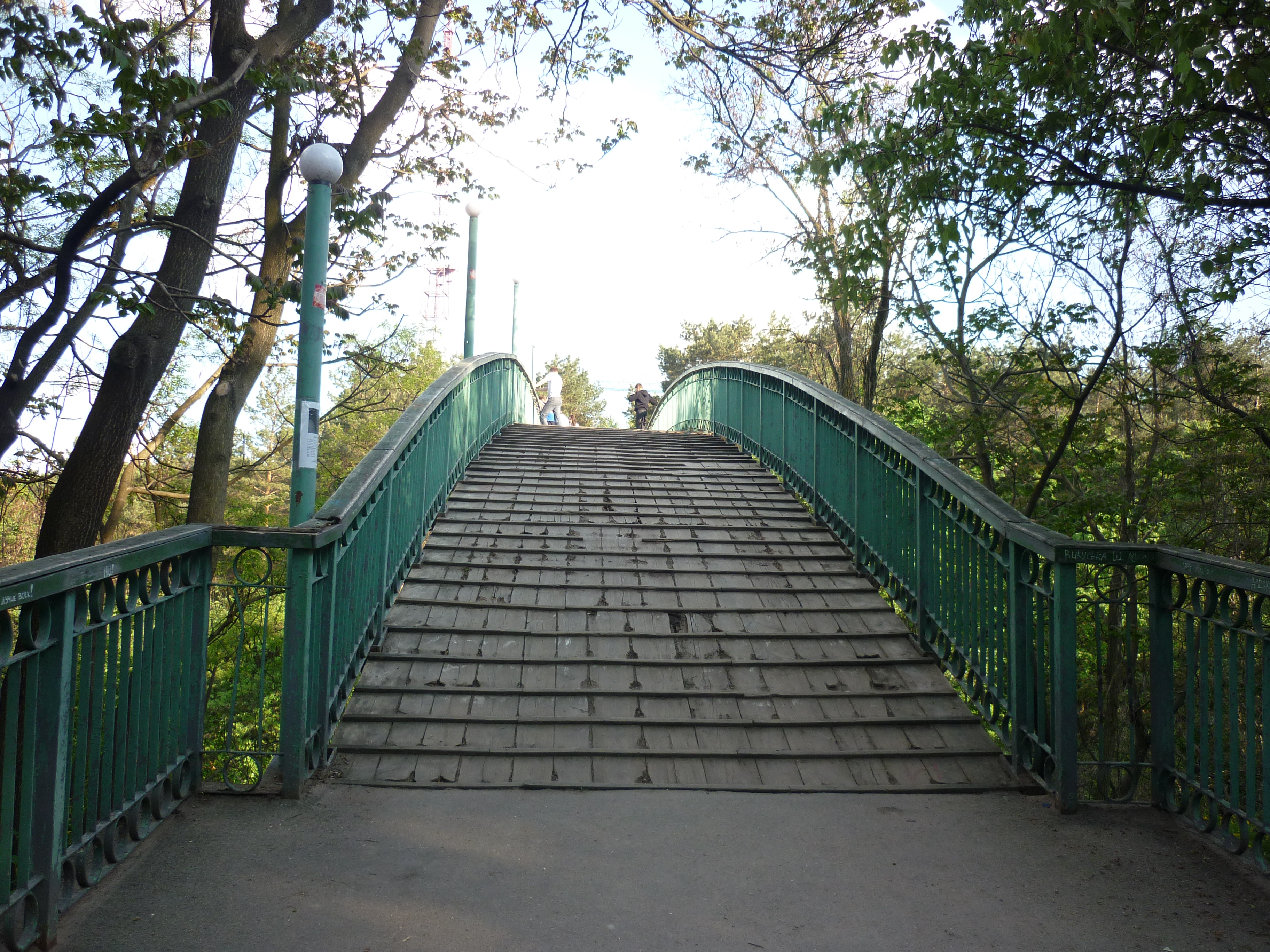
Місток кохання

Парк має різноманітні функціональні зони. Центральна його частина із комплексом водних об'єктів є головним архітектурним вузлом, навколо якого сконцентровано решту елементів паркової композиції. Декоративні водойми розміщені на різних рівнях із перепадами висоти до 2-3 метрів. Зелені масиви парку чергуються із відкритими галявинами. 

### Арочний місток
У парку розташований арочний міст, який мешканці міста нарекли Містком кохання. Він має більш як 40-річну історію, яка не завжди була романтичною. За іронією долі міст є найбільш фатальним місцем Черкас, оскільки за свою історію пережив багато самогубств. Збудований він був 1968 року на прохання тодішнього очільника Черкаської області Олександра Андрєєва, який перебувавши у відрядженні у Новомосковську, побачив там таку ж споруду. Будівництвом зайнялись робітники організації «Мостопоїзд-473», які зводили у 1959 році Черкаську дамбу. Технічна документація була розроблена в «Одесапроєкт», металеві частини конструкції виготовлені у Дніпропетровську та доправлені до Черкас залізницею. Але в день зведення виникла проблема: Черкаський хімкомбінат мав виділити для робіт 350-тонний німецький кран, але керівництво підприємства передумало. Робітники мостопоїзду вирішили звести міст за допомогою мачтового методу: 65-метрову арку поклали уздовж яру, потім підняли на 26 м і розвернули за віссю. На зведення мосту було витрачено трохи менше як півгодини часу.

## Нагороди
У 1972 році на Всесоюзному конкурсі парк посів перше місце серед ювілейних парків, його нагороджено двома дипломами I ступеня та бронзовою медаллю ВДНГ. У Радянському Союзі такої оцінки паркового комплексу були удостоєні одиниці. У 1979 році парку присуджено Шевченківську премію. У 1980 році парк нагородили Золотою медаллю паркового мистецтва й занесли до Міжнародного каталогу парків. За результатами голосування у 2010 р. парк віднесено до 7 чудес Черкащини. 
Парк «Сосновий Бір» є видатним зразком паркового будівництва.

## Галерея

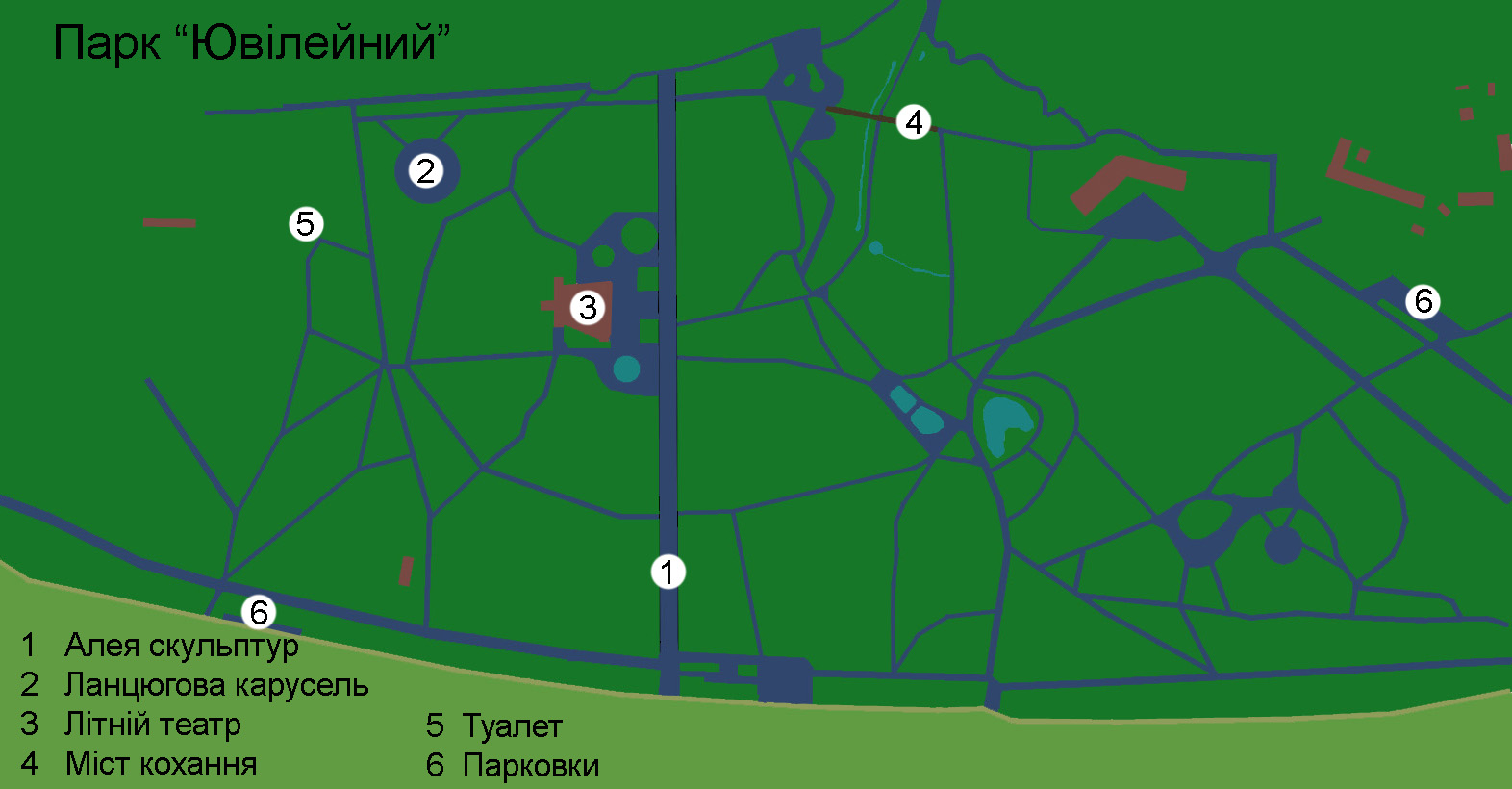
Схема парку
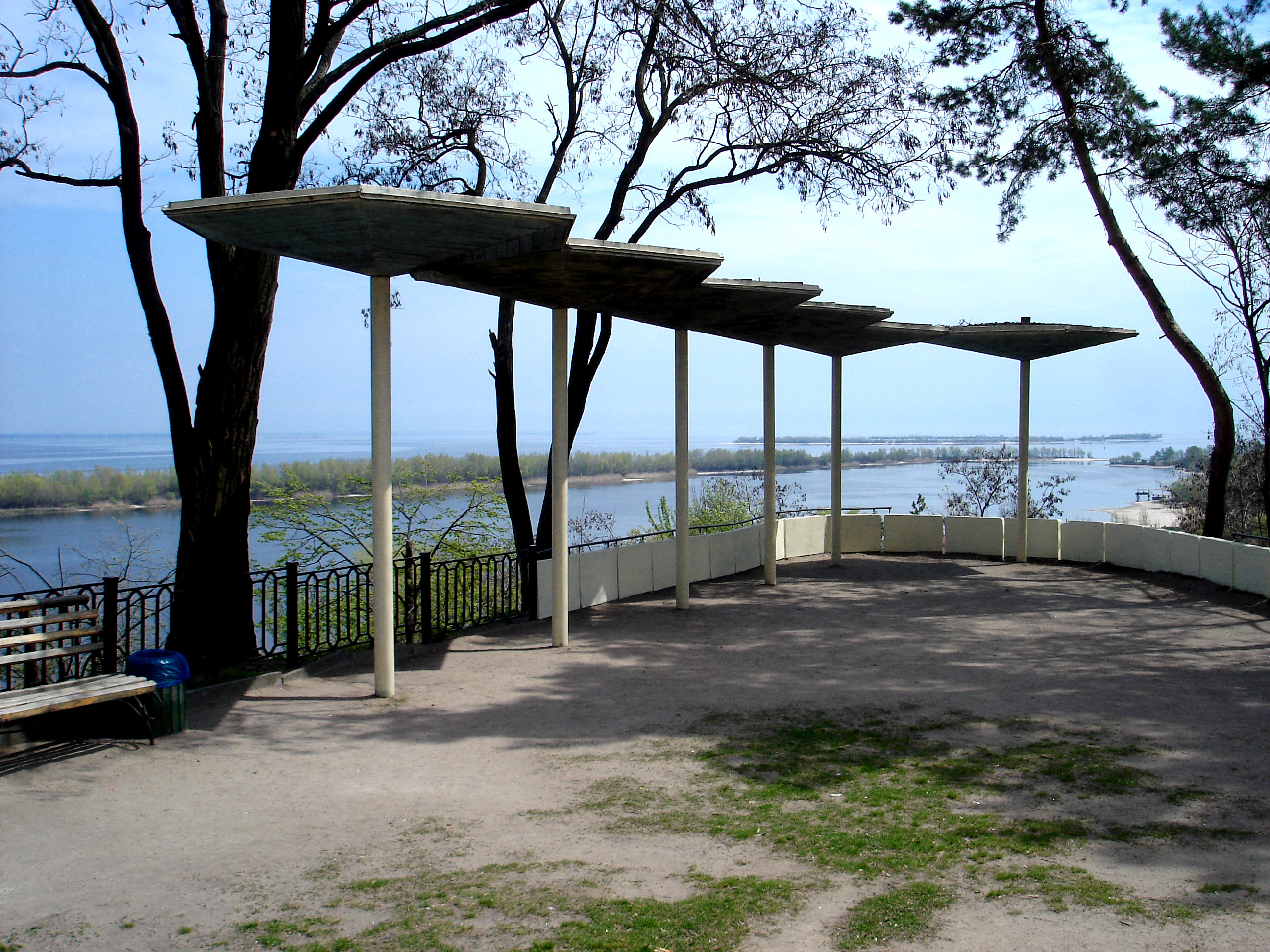
Вигляд на Дніпро
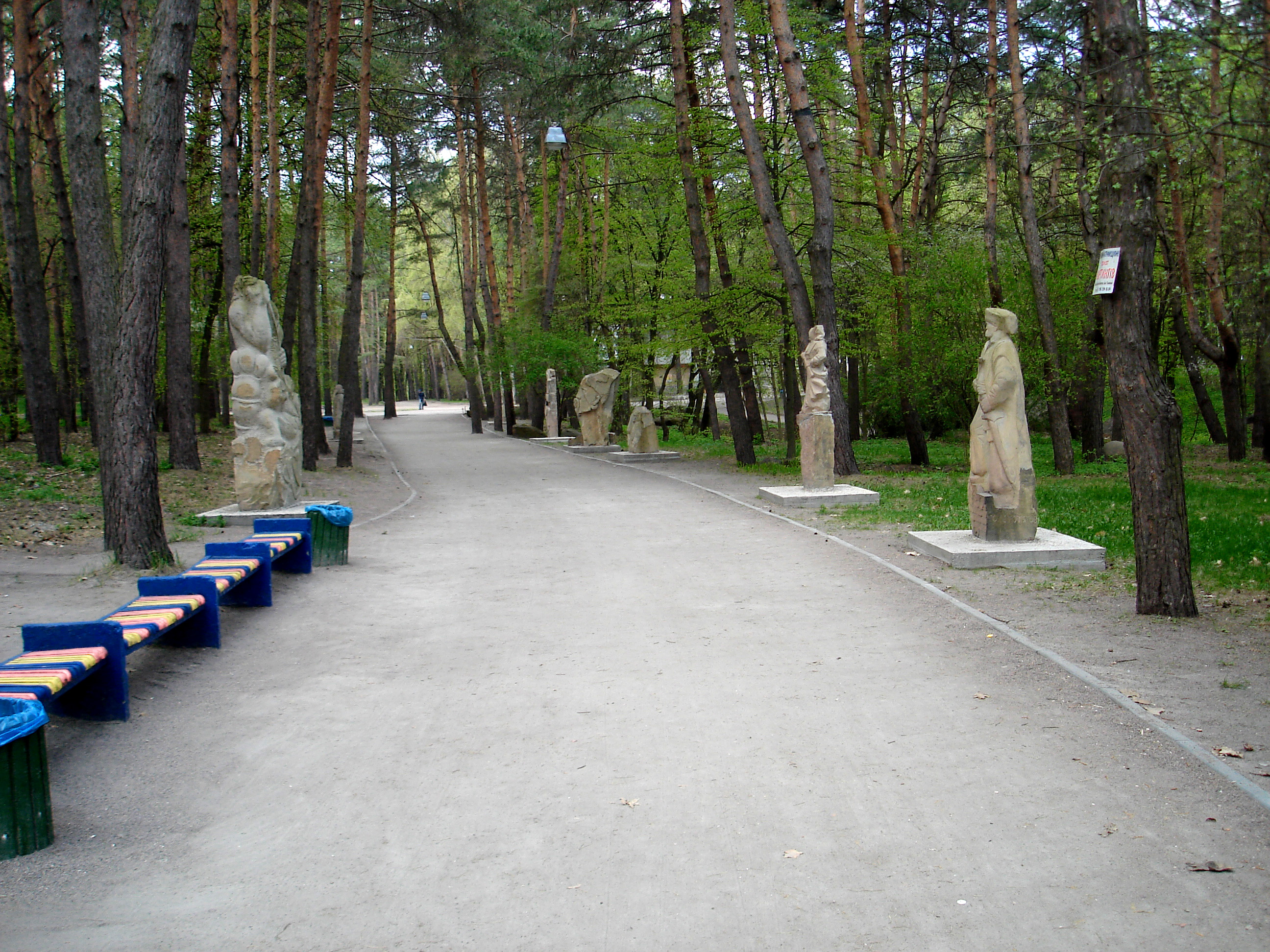
Скульптури з фестивалю «Живий камінь»
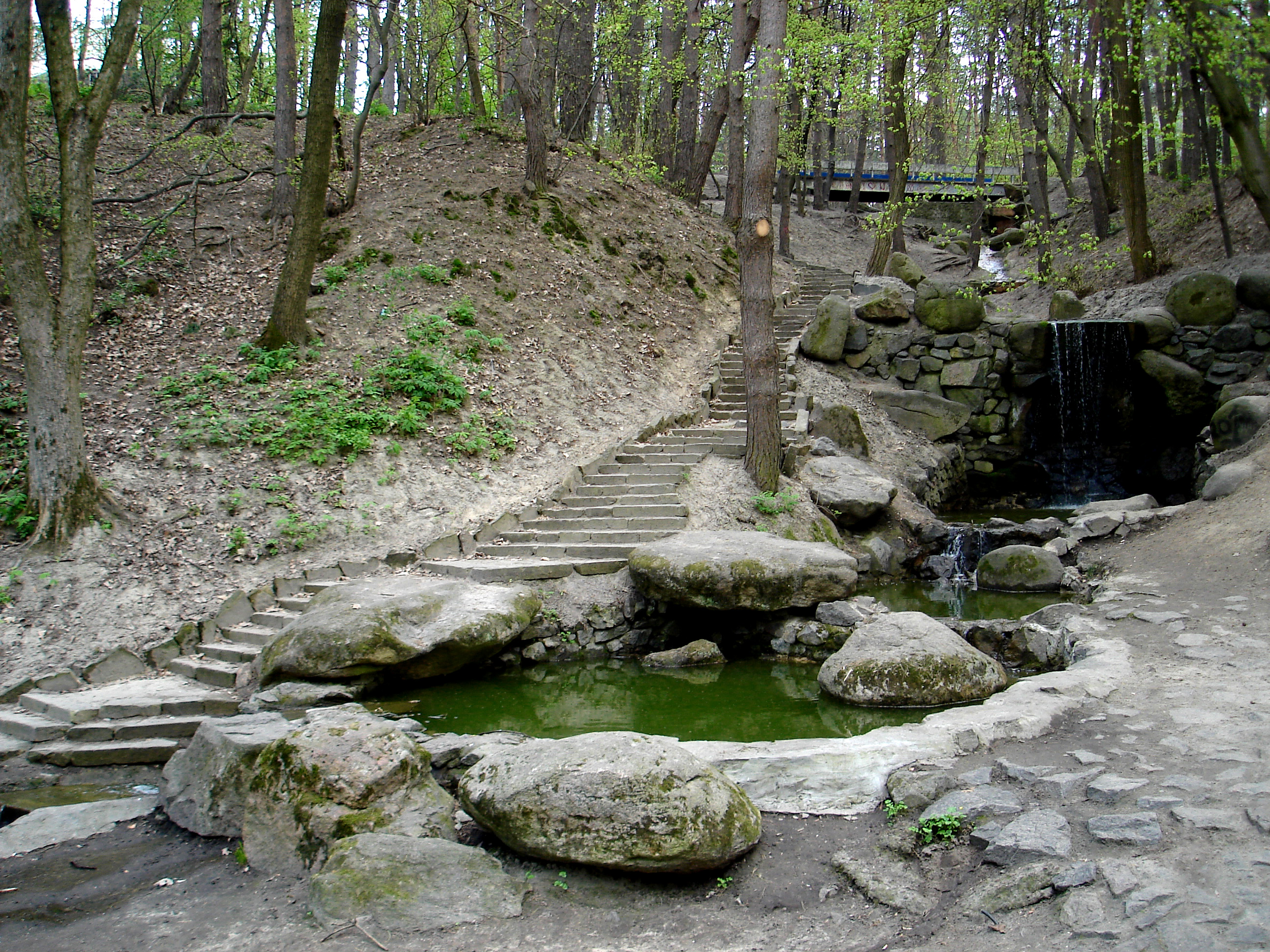
Водоспад
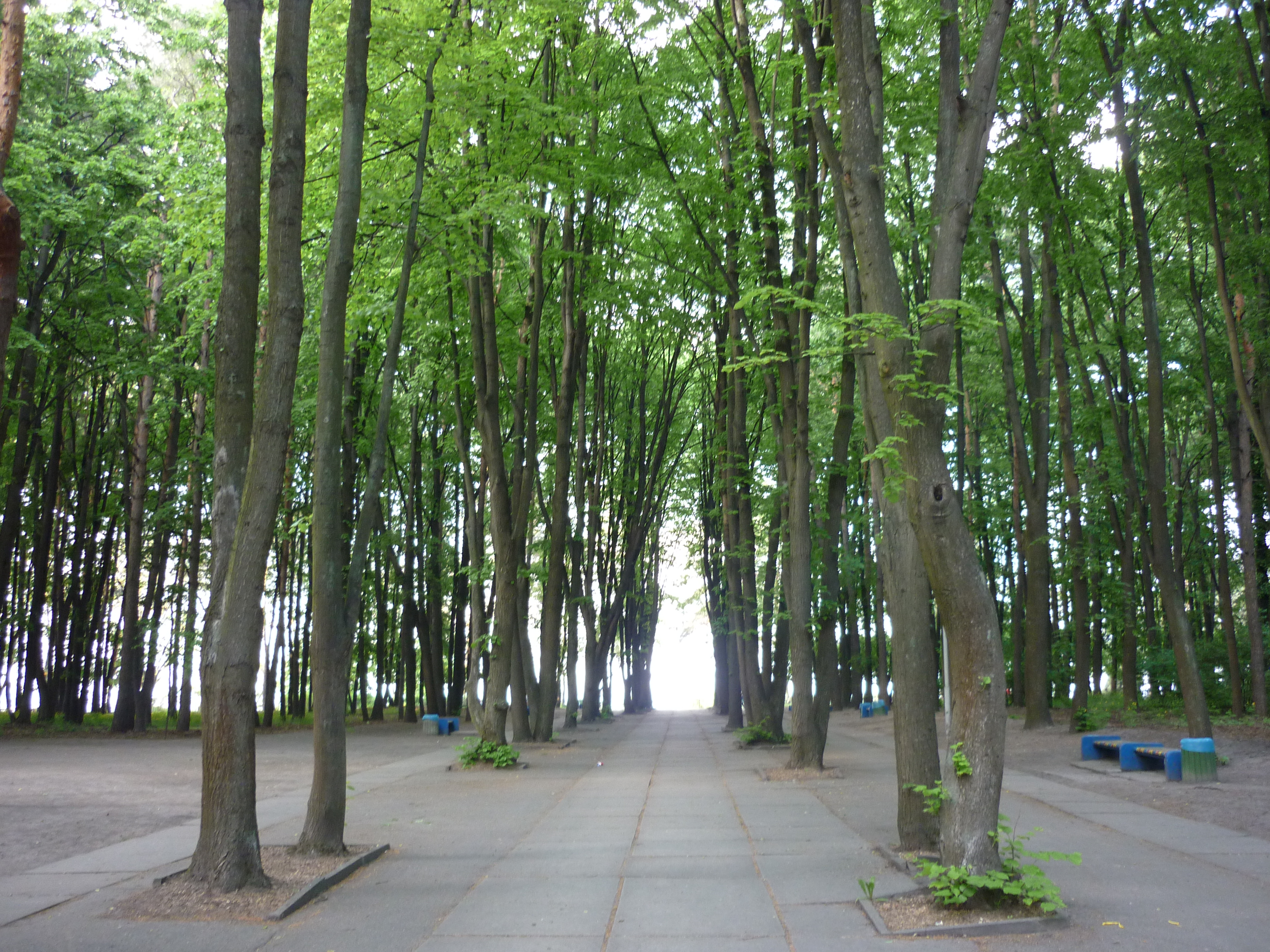
Центральна алея
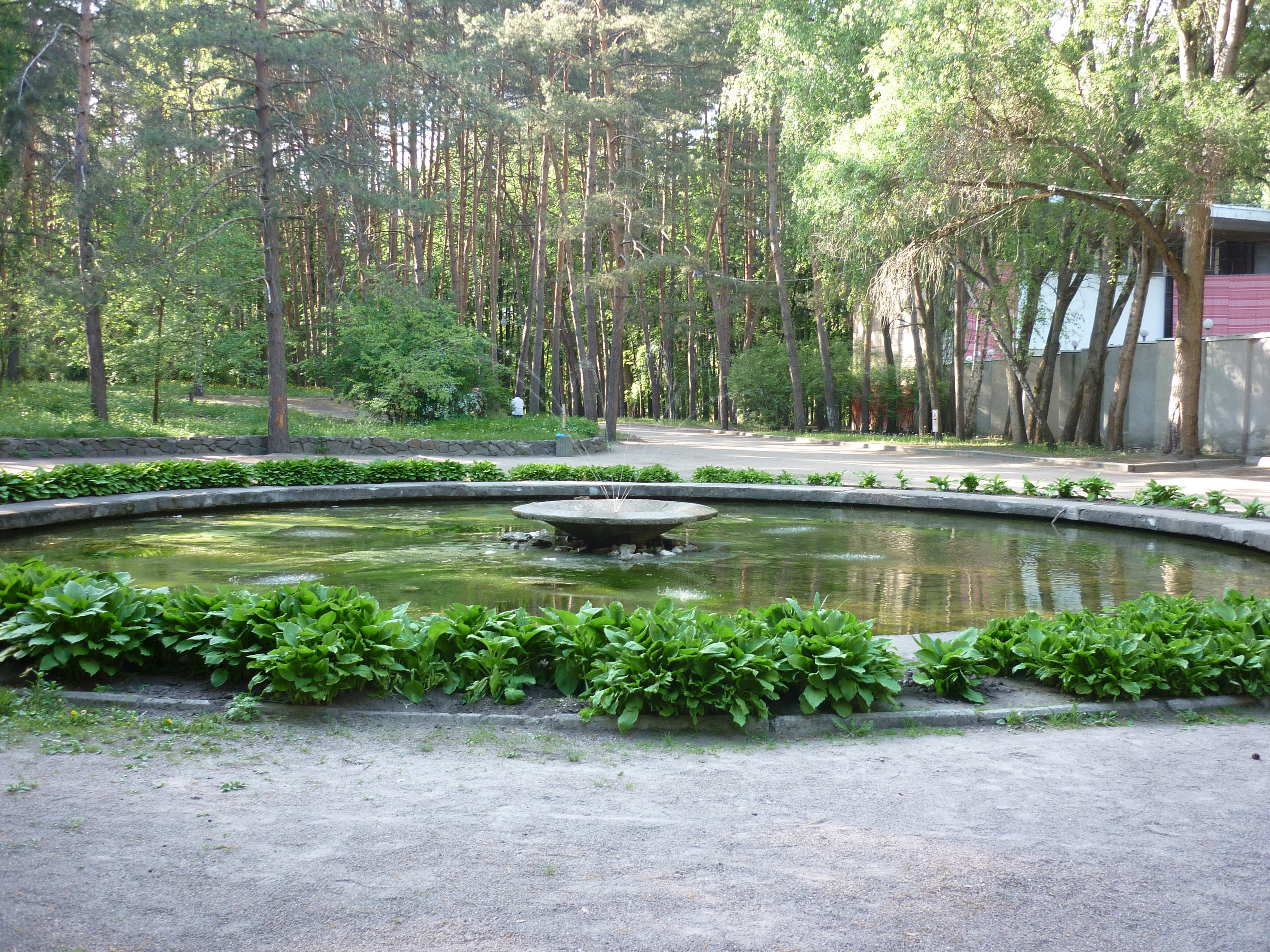
Центральний фонтан
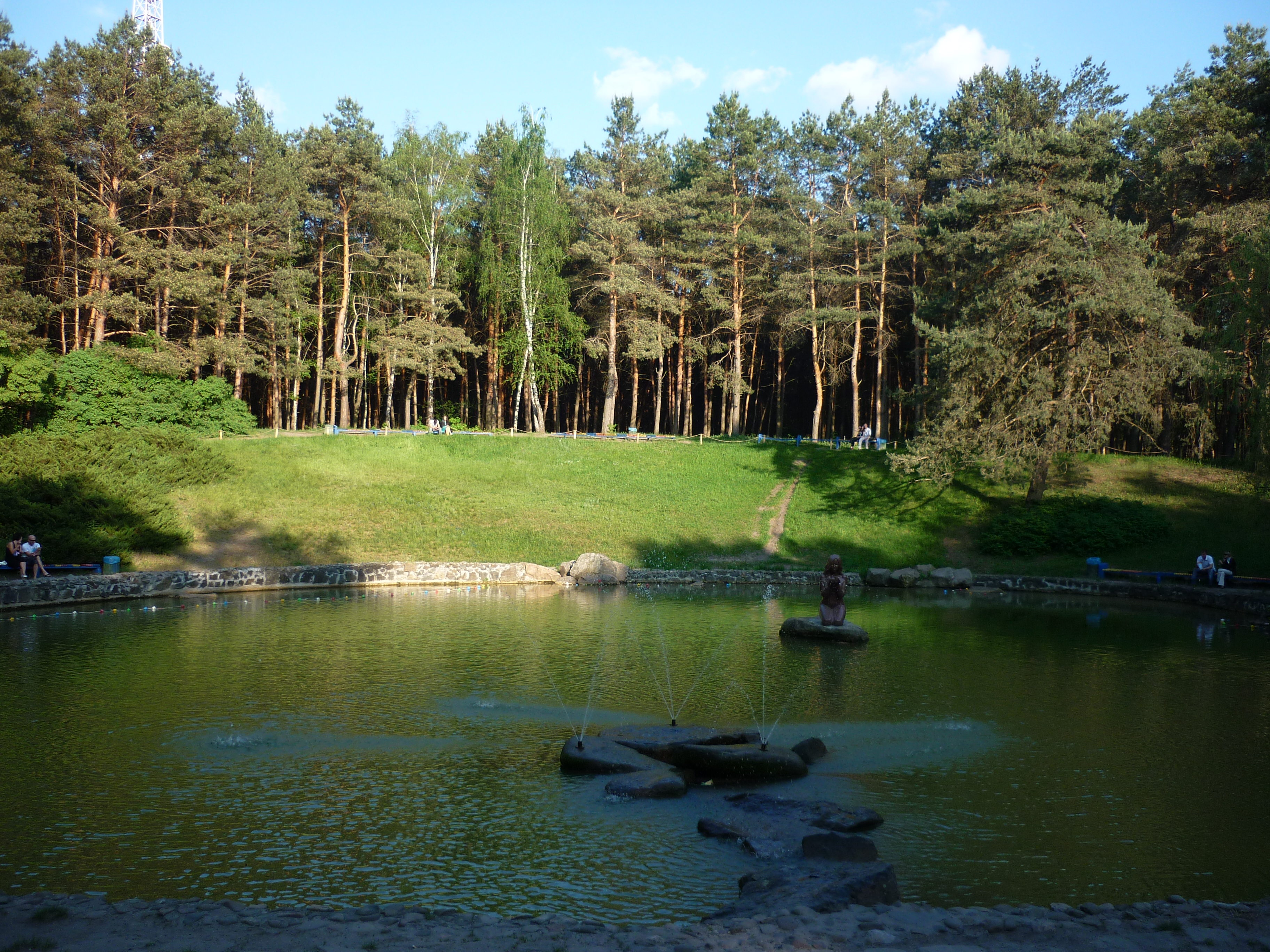
Ставок із русалкою
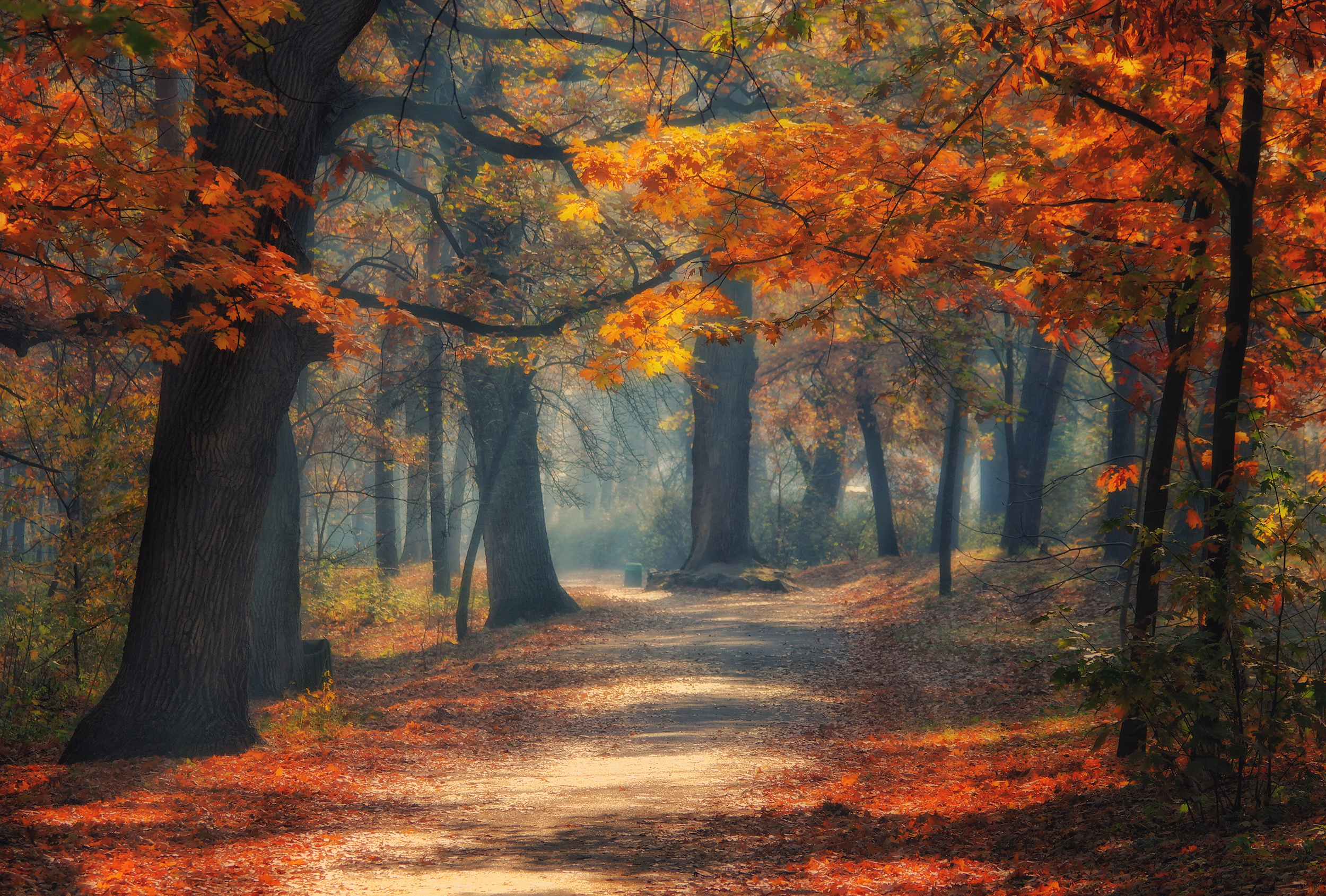